# Harpe éolienne

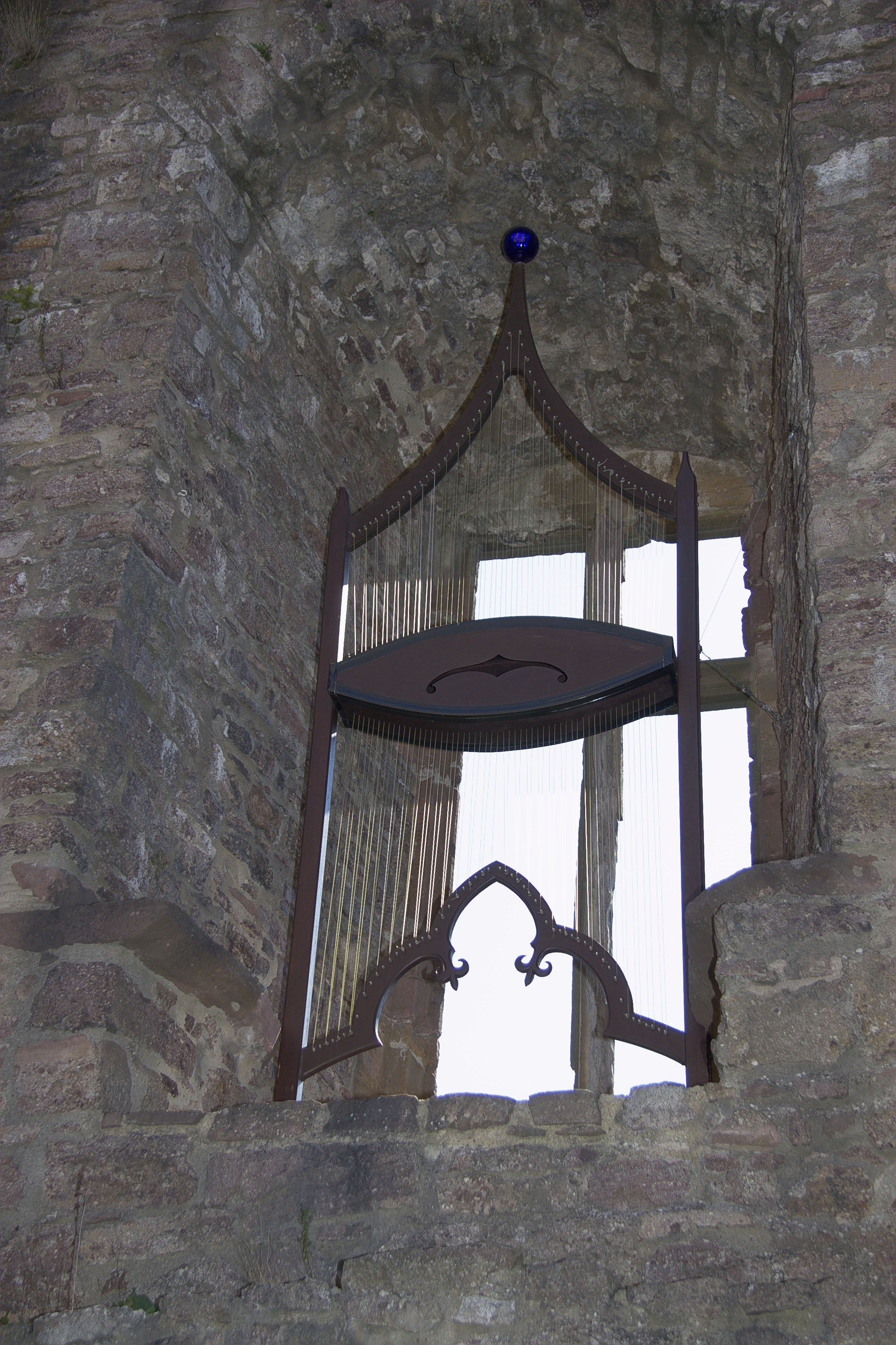
Grande harpe éolienne du château de Hohenbaden, dans la Forêt-Noire.

La harpe éolienne est un instrument de musique « joué » par le vent. Son nom fait référence à Éole, le dieu grec du vent.

## Histoire
La harpe éolienne était très populaire dans les ménages durant l'ère romantique. Cet instrument à cordes est encore fabriqué à la main aujourd'hui. Certaines se présentent sous la forme de monumentales sculptures sonores en métal qui peuvent être présentes sur le toit d'un bâtiment ou en haut d'une colline.
Sa place était  dans les châteaux, les grottes ou bien les parcs comme si ce bien était précieux ou bien dans les squares pour que le vent souffle sur ces cordes.

## Description
Une harpe éolienne est une boîte en bois munie d'une caisse de résonance. Les cordes sont étirées sur toute sa longueur. Elle est placée sur une fenêtre entre-ouverte où le vent peut souffler à travers les cordes afin que celles-ci produisent un son. Les cordes peuvent être faites en différents matériaux (et épaisseurs) et être réglées sur la même note, ou l'inverse : les mêmes cordes peuvent être réglées à différentes notes.

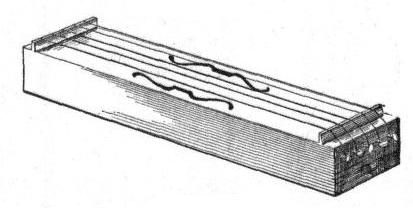
Une harpe éolienne.
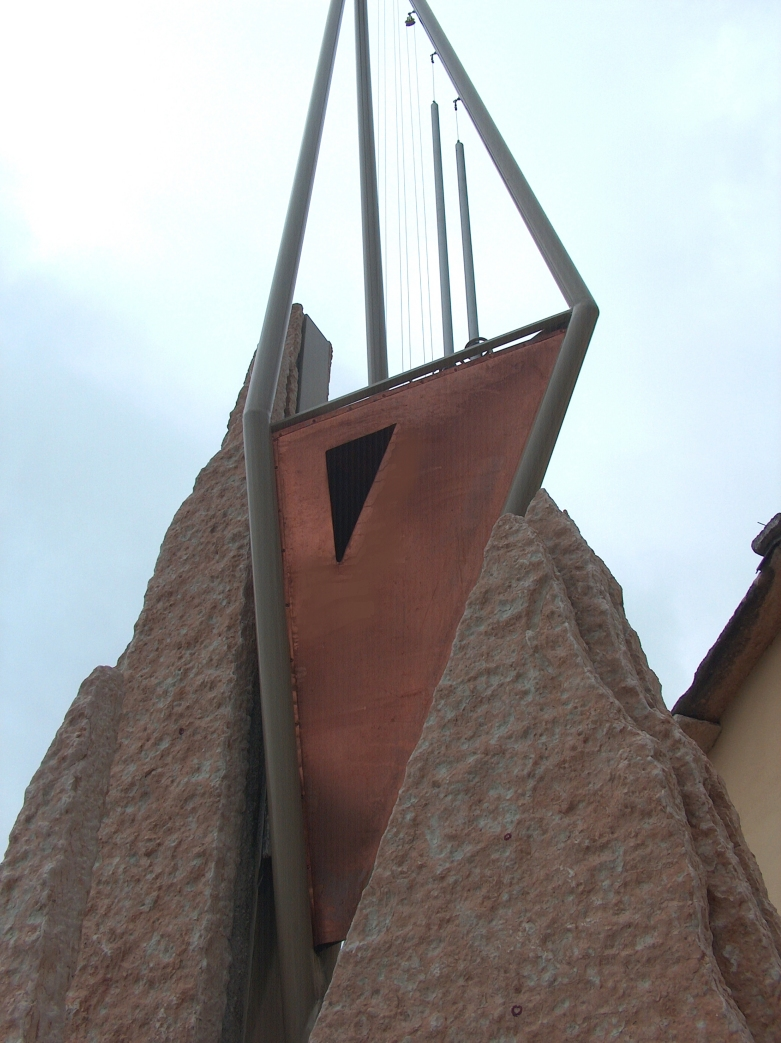
Harpe éolienne monumentale à Mazzano, Negrar.
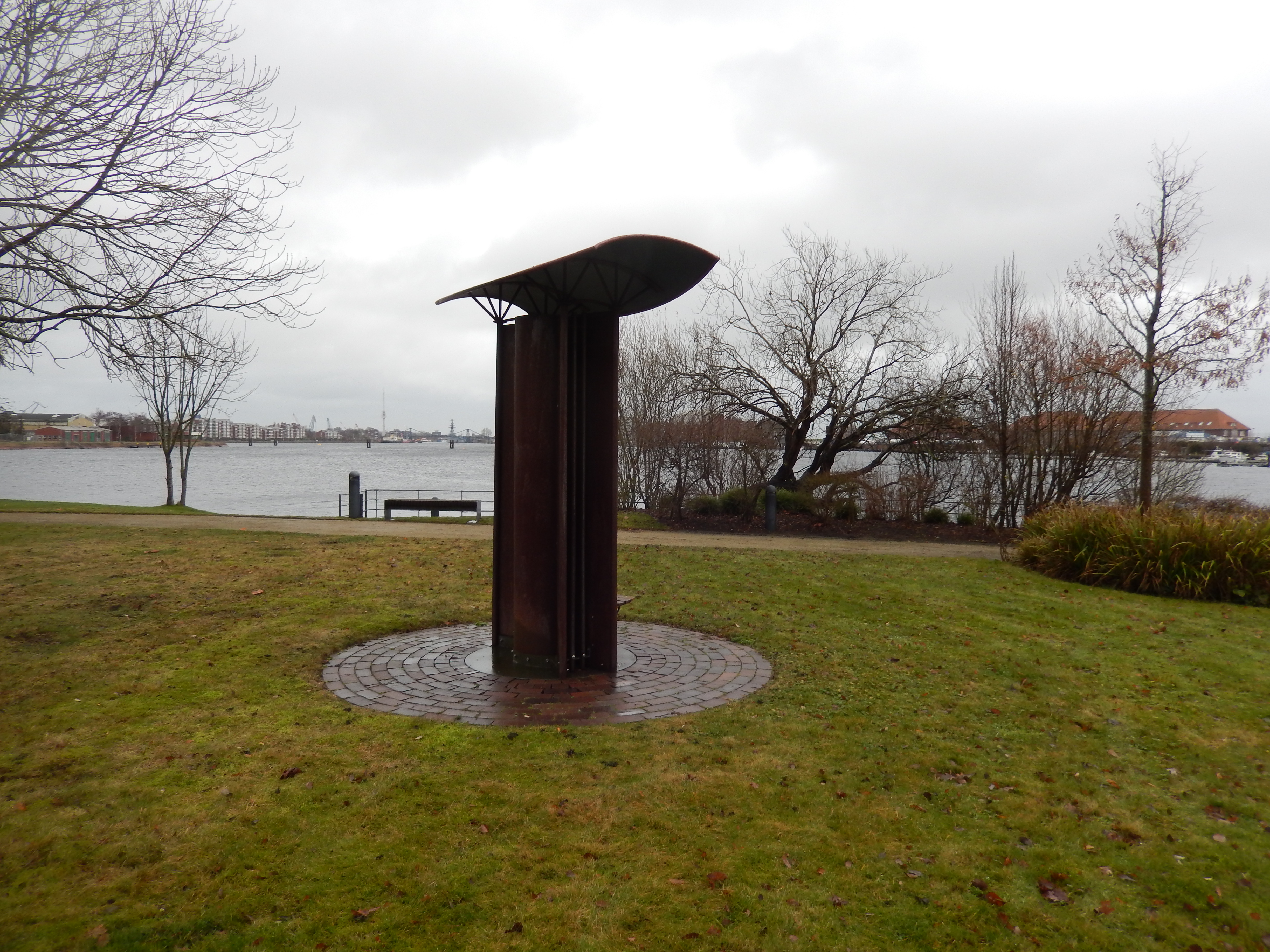
Installation sonore de Jutta Kelm à Wilhelmshaven.
- Enregistrement de l'installation de Jutta Kelm à Wilhelmshaven.

Le son qui résulte de cet instrument peut être aléatoire : tout dépend du vent. Il peut passer d'un petit fredonnement à un cri. Si les cordes sont réglées à de différentes notes, une ou plusieurs tonalités peuvent être entendues (dans ce dernier cas, il s'agit d'un accord).

## Physique de production du son

Tourbillons de >Karman.

Le son est formé par l’excitation périodique induite sur les cordes par les tourbillons de Karman, qui apparaissent pour un nombre de Reynolds compris entre 40 et 300 000. Dans l'air, une simplification pratique consiste à prendre le nombre de Reynolds comme le produit de 70 s/m2 par la vitesse V de l'air en m/s et par le diamètre D du fil en mm. Pour que le phénomène démarre, il faut donc que ce produit V.D soit supérieur à 0,5. Le vent permettant d'obtenir un son est donc d'autant plus fort que la corde utilisée sera fine, d'autant plus léger que la corde est épaisse. Un fil de l'ordre de 1 mm de diamètre peut ainsi commencer à vibrer avec un vent de l'ordre de 1 m s−1.
Quand la corde entre en résonance, l'amplitude de ses vibrations augmente progressivement, accumulant de l'énergie, jusqu'à être suffisante pour que l'énergie reçue par le courant d'air puisse être dissipée par les ondes acoustiques et les turbulences de l'air. De ce fait, l'émission d'une note par une harpe éolienne ne gagne que très progressivement en force, et disparaît également lentement. Inversement, si le vent est trop variable ou tourbillonnaire, l'excitation de la corde à une fréquence donnée ne dure pas suffisamment longtemps pour permettre de réaliser un son audible : la harpe éolienne fonctionne d'autant mieux que le vent est laminaire et régulier.
La fréquence f des tourbillons de Karman formés, en fonction de la vitesse V du vent et du diamètre D de la corde (exprimé en mètres), est pratiquement donnée par :
Ce dernier rapport étant le nombre de Strouhal, de l'ordre de 0,2.
Pour faire chanter un la3 à 440 Hz à un fil sous une légère brise (force 2 à 3 sur l'échelle de Beaufort, soit à peu près 3 m/s), il faut donc que le diamètre du fil soit de 1,3 mm.
Pour une même vitesse du vent, la fréquence d’excitation sera d'autant plus élevée que le fil sera fin. Pour un fil de l'ordre de 1 mm de diamètre et un vent de l'ordre de 1 m s−1, la fréquence des premières vibrations sera {\displaystyle \scriptstyle f=1/(5\times {\frac {1}{1000}})} soit 200 Hz. Pour un fil de l'ordre de 0,5 mm de diamètre, il faudra un vent de l'ordre de 2 m s−1 pour déclencher les premières vibrations, qui seront à{\displaystyle \scriptstyle f=2/(5\times {\frac {0.5}{1000}})} soit 800 Hz : les fils fins demandent plus de vent et démarrent à des fréquences plus aigües. Inversement, un fil de 2 mm démarera avec une fréquence initiale très grave (50 Hz), ce qui est un avantage, parce que ses harmoniques « musicales » décrites ci-après se situeront dans une tessiture moyenne facilement audible.

Cordes vibrantes harmoniques.

La corde vibrante possède de son côté sa propre période de vibration fondamentale F (voir l'article onde sur une corde vibrante). Elle peut vibrer non seulement sur sa fréquence fondamentale, mais également sur ses harmoniques 2xF, 3xF, etc. Elle entrera en résonance d'autant plus facilement que l'une de ces fréquences propres de vibration est proche de la fréquence de Karman ci-dessus. Elle impose alors sa propre fréquence aux tourbillons formés. Les fréquences les plus intéressantes musicalement parlant sont les harmoniques comprises entre trois et cinq (voire deux à six), parce qu'une faible variation de la vitesse du vent peut entraîner un saut de l'harmonique excitée : pour passer de l'harmonique 4 à 5 il suffit que la vitesse du vent augmente d'un facteur 5/4, soit 20% ; alors que pour passer de la fondamentale à l'harmonique 2 la vitesse du vent doit doubler.
La puissance fournie par le vent est proportionnelle à la longueur de la corde. De là, une analyse dimensionnelle montre que la puissance qui doit être de ce fait dissipée (en kg⋅m2⋅s−3), est a priori fonction de la longueur l et du diamètre D de la corde (en m) ainsi que de la vitesse V (en m⋅s−1) et de la masse volumique ρ (en kg⋅m−3) de l'air, varie en {\displaystyle \rho V^{3}Dl}. On voit qu'il est plus facile d'obtenir des sons audibles avec des cordes de fort diamètre, parce qu'elles capturent plus de vent sur leur trajectoire.
Comme indiqué ci-dessus, l'amplitude des vibrations de la corde à l'équilibre, pour un vent donné, est celle qui permet de dissiper l'énergie reçue, par des phénomènes qui croissent avec cette amplitude, et notamment par la puissance acoustique utile rayonnée, et la puissance perdue, dans l'air par les turbulences induites par le mouvement propre de la corde, ou dans les supports par une mauvaise élasticité de ceux-ci. L'art de fabriquer une bonne harpe éolienne consiste à maîtriser les facteurs qui transféreront le plus d'énergie possible vers l'onde sonore, en réduisant autant que faire se peut les autres facteurs de perte.
- Pour que la puissance puisse être rayonnée significativement sous forme de son musical, il faut adapter l'impédance acoustique élevée de la corde à celle très faible de l'air, en capturant cette vibration par un chevalet et en interposant une caisse de résonance transmettant cette puissance à la table d'harmonie.
- Inversement, pour éviter les pertes inutiles, il faut que les supports de la corde (les chevalets) soient extrêmement rigides, et que la vibration de la corde se fasse sans (trop de) dissipation d'énergie interne, ce qui exclut par exemple des cordes tressées ou à brins.
- Il faut également que les mouvements de la corde soient le plus faible possible à quantité d'énergie égale, ce qui suppose que la corde soit fortement tendue. Toutes choses égales par ailleurs, une tension importante est un facteur défavorable musicalement parlant, parce qu'il fait remonter la fréquence fondamentale de vibration. Cet effet peut être compensé par le choix d'un diamètre plus important, et par une plus grande longueur de corde.

## En littérature
La Harpe éolienne (The Eolian Harp) est un poème de Samuel Taylor Coleridge traduit par Charles-Augustin Sainte-Beuve.